# Marta Crawford
Marta Tavares Alberto Tereno Valente Crawford (27 de abril de 1969) é uma sexóloga portuguesa.

## Carreira
É licenciada em Psicologia Clínica, pelo Instituto Superior de Psicologia Aplicada (ISPA), tendo-se especializado em Sexologia Clínica pela Universidade Lusófona de Humanidades e Tecnologias. É terapeuta sexual credenciada pela Sociedade Portuguesa de Sexologia Clínica e Terapeuta Familiar pela Sociedade Portuguesa de Terapia Familiar., fazendo desde 2011 parte da Direcção da SPTF. Faz a sua prática clínica em Lisboa.
Foi professora na Universidade Lusófona, pertenceu à equipa de aconselhamento e encaminhamento telefónico da linha SOS Dificuldades Sexuais. Trabalhou no Instituto do Emprego e Formação Profissional e colaborou no acompanhamento psicológico de utentes do Serviço de Psicoterapia Comportamental do Hospital Júlio de Matos.
Formadora, conferencista e terapeuta, apresentou o programa televisivo AB Sexo, na TVI em 2005 e 2006, colaborou na rubrica de Psicologia no programa "Factor M" na RTP1, em 2007, e apresentou o programa "Aqui Há Sexo", na TVI24 em 2009. Em 2012 apresentou o programa "100 TABUS", em exibição na SIC Mulher. Atualmente faz parte do grupo de apresentadores do 5 para a Meia-Noite na RTP1.
Escreveu crónicas para o Diário de Notícias, Mundo Universitário, revista Lux Woman, Jornal i e revista Noticias Magazine.
Em 2013 constituiu a Associação AMUSEX, com a missão de criar o futuro MUSEX - Museu Pedagógico do Sexo de Lisboa, que se encontra actualmente em fase de projecto.
Em 2015 constituiu a MC.HS, Unipessoal, Lda. com o objectivo de Criar o Sex & Museu Pedagógico e Interactivo da Sexualidade ( Sex & Pedagogical Museum of Sexuality), um museu em plataforma digital. Em Novembro de 2015 lançou uma campanha de crowdfunding para angariar financiamento para o seu novo projecto. Em agosto de 2021, a referida sociedade foi contratada por ajuste direto, pela Câmara Municipal de Oeiras, para a realização de uma exposição no Palácio Anjos, em Algés, intitulada Amor Venéris / Clitóris – Viagem ao Prazer Sexual Feminino, que, consoante a adesão, poderá ou não tornar-se definitiva, dando origem ao Museu do Sexo em formato físico, e não digital como até à data.

## Obras
Publicou o seu primeiro livro Sexo sem Tabus, em Outubro de 2006, Viver o Sexo com Prazer - Guia da Sexualidade Feminina, em Março de 2008 e o Diário Sexual e Conjugal de um Casal em 2011. todos editados pela Esfera dos Livros.